# Millettia goossensii
Millettia goossensii är en ärtväxtart som först beskrevs av Lucien Leon Hauman, och fick sitt nu gällande namn av Roger Marcus Polhill. Millettia goossensii ingår i släktet Millettia och familjen ärtväxter. Inga underarter finns listade i Catalogue of Life.